# Управление на информацията
Информационен мениджмънт (Information management) или информационното управление се занимава със множество (серия) от организационни дейности: организиране и изграждане на информационна инфраструктура, създаване на информация (creation, креационизъм), търсене, системен мениджмънт и придобиването на информация от един или повече сайтове, източници и т.н., пнадзираващата дейност и подпомагане тази информация да бъде „входна“ (input) за работа и обучение, препращането на тази или друга информация към колеги, обучаващи, експерти в областта, експертни групи или организации, разпространението и дистрибуцията на информация от сайтове, към потребителите, които се нуждаят от нея и са заявили своето информационно търсене .
В по-големите международни организации висшият изпълнителен директор по управление на информация често се нарича Главен информационен директор Chief Information Officer (CIO).
При информационният мениджмънт участват различни ИТ експерти, учени, организации, включително тези, които отговарят за гарантиране на качеството, удобството при достъпа, тоест достъпността, но особено вярността на даваната и придобитата информация, и тези, които се грижат, инженерно, за безопасното и правилно съхранение, както и тези, които се нуждаят от нея за взимане на решение. Както тези, които притежават дадена информация, която предоставят чрез сайтове или други начини, така и потребителите на тази информация имат право да създават, променят, разпределят или изтриват информацията, ако тази информация е свободна, тоест освен ако не са заявени ограничения по променянето и изтриването, като това трябва да става съгласувано с правилата на организационното информационно управление.
Информационният мениджмънт и информационното управление (тук разликата е в обхвата) е дисциплина, която се занимава с всички понятия свързани с темата за информацията и нейното на управление, което може да включва планиране, организиране, нейното структуриране, постъпателното развитие; контролирането, правилното оценяване и описването на информационни дейности, като всички са нужни, за да се отговори на нуждите на тези дейности с организационна роля или функции, които зависят от информацията. Тези общи понятия позволяват на информацията да бъде представена пред публиката или пред правилната група от хора. След като хората могат да използват информацията, тогава стойността ѝ се покачва.
Информационното управление е тясно свързано и се припокрива с управлението на данни, системи, технологии, процеси и там, където наличността на информация е критична за организационния успех – стратегията. Този широк изглед в сферата на информационното управление е в контраст с по-ранния, по-традиционен изглед, където кръговрата на управлението на информация е оперативен въпрос, който изисква определени процедури, организационни възможности и стандарти, които третират информацията като продукт или услуга.

## История
Породени идеи от управление на данните
През 1970 г. управлението на информацията до голяма степен засяга въпроси, които са по-близо до това, което сега ще се нарече управление на данни: перфокарти, магнитни ленти и други видове на медиите, с участието на жизнения цикъл на такива формати, изискващи възникване, разпространение, архивиране, поддръжка и депониране, По това време на огромния потенциал на информационните технологии започва да се признава: Например един чип съхранява цялата книга, или електронни пощенски съобщения мигновено, които се движат по целия свят, забележителни идеи по време. Чрез разпространението на информационните технологии и разширяването на обхвата на информационните системи през 80-те и 90-те години на 20 век, управлението на информацията придоби нова форма. Прогресивните бизнеси като „British Petroleum“ трансформирани в речника на тогавашния ИТ мениджмънт, така че „системни анализатори“ стана „бизнес анализатори“, „доставка монопол“ станаха смес от „инсорсинг“ и „аутсорсинг“, а функцията е преобразувана в „екипи“, които започнаха да позволяват известна гъвкавост в процесите, които използват информацията за бизнес полза. Обхватът на главния интерес в управлението на информация на „British Petroleum“ е удължен от създаването на стойност, чрез подобряване на бизнес процеси, въз основа на ефективното управление на информация, което позволява прилагането на подходящи информационни системи (или „приложения“), които са били експлоатирани от ИТ инфраструктура, която бе възложена на външни изпълнители. По този начин управлението на информацията вече не е просто работа, която би могла да бъде изпълнена от всеки, който нямаше какво да прави, стана изключително стратегически и е въпрос на вниманието на висшето ръководство. Разбирането на свързаните технологии, способността за управление на проектите за информационни системи и бизнеса се променят и готовността за хармонизиране на технологиите и бизнес стратегиите става необходима.
Управление на информацията за позициониране в по-голямата картина
В преходния период, водещ до стратегическото виждане за управление на информацията, Венкатраман (силен защитник на този преход и трансформация), предлага проста подредба на идеи, които съкратено обединяват управлението на данните, информацията и знанията твърдят, че:
Данните, които се поддържат в ИТ инфраструктура, трябва да се интерпретират, за да се предостави информация.
Информацията в нашата информационна система трябва да се разбира, за да се появи като знание.
Знанията позволяват на мениджърите да вземат ефективни решения.
Ефективните решения трябва да водят до подходящи действия.
Съответните действия се очаква да доведат до значителни резултати.
Това често се нарича модел Dikar: данни, информация, знание, действие и резултат, дава ясна представа за слоевете, свързани с привеждането в съответствие на технологичните и организационните стратегии, също така може да се разглежда като ключов момент в промяната на нагласите към управлението на информацията. Признаването, че управлението на информацията е инвестиция, която трябва да донесе значими резултати, е важна за всички съвременни организации, които зависят от информацията и доброто вземане на решения за техния успех.

## Теоретична подготовка

### Поведенчески и организационни теории
Обикновено се смята, че доброто управление на информацията е от решаващо значение за гладкото функциониране на организациите и въпреки че няма общоприета теория за управление на информацията, поведенческите и организационните теории помагат. Следвайки теорията за поведението на ръководството, разработена главно в университета „Карнеги Мелън“ и видно от Марч и Симон, по-голямата част от съвременните организации е всъщност работа с информация и вземане на решения. Един от решаващите фактори при обработването на информацията и вземането на решения е способността на индивида да обработва информация и да взема решения при ограничения, които могат да произтичат от контекста: възрастта на даден човек, ситуационната сложност или липсата на необходимото качество в информацията, която е налице – всичко това се изостря от бързия напредък на технологиите и новите видове системи, които позволяват, особено когато социалната мрежа се очертава като феномен, който бизнесът не може да пренебрегне. И все пак преди да има общо признание за важността на управлението на информацията в организациите, Марч и Симон твърдят, че организациите трябва да се разглеждат като кооперативни системи с високо ниво на обработка на информацията и огромна нужда от вземане на решения на различни нива. Вместо да използват модела на „икономическия човек“, както се препоръчва в класическата теория, те предлагат като алтернатива „административен човек“ въз основа на тяхната аргументация за когнитивните граници на рационалността. Освен това те предлагат понятието за удовлетворяване, което предполага търсене в наличните алтернативи до достигане на прага на приемливост – друга идея, която все още има валута.

### Икономическа теория
В допълнение към организационните фактори, споменати от Марч и Симон, има и други въпроси, които произтичат от икономическата и екологичната динамика. Съществуват разходи за събиране и оценка на информацията, необходима за вземане на решение, включително за необходимото време и усилия. Трансакционните разходи, свързани с информационните процеси, могат да бъдат високи. По-специално, установените организационни правила и процедури могат да попречат на вземането на най-подходящото решение, водещо до недостатъчно оптимални резултати. Това е въпрос, който е представен като основен проблем с бюрократичните организации, които губят икономиките на стратегическа промяна поради закоравели нагласи.

## Управление на стратегическа информация
Според училището Карнеги Мелън, способността на организацията да обработва информация е в основата на организационната и управленската компетентност и стратегиите на организацията трябва да бъдат разработени така, че да подобрят способността за обработка на информацията и като информационни системи, които осигуряват формализиране и автоматизиране на способностите, компетенциите са строго тествани на много нива. Признато е, че организациите трябва да могат да се учат и да се адаптират по начини, които никога не са били толкова очевидни преди, а академичните среди започнаха да организират и публикуват окончателни работи, свързани със стратегическото управление на информацията и информационните системи. Същевременно идеите за управление на бизнес процесите и управление на знанията, макар че голяма част от оптимистичното ранно мислене за редизайн на бизнес процесите оттогава е дискредитирано в литературата за управление на информацията. В областта на стратегическите изследвания се счита за най-важен приоритет разбирането за информационната среда, замислена като съвкупност от хора, организации и системи, които събират, обработват, разпространяват или действат на информация. Тази среда се състои от три взаимосвързани измерения, които непрекъснато взаимодействат с хора, организации и системи. Тези измерения са физически, информационни и когнитивни.

## Съвременно портфолио модел за информация
„ByTheWay“ събира и организира основни инструменти и техники за управление на информацията в един том. В основата на неговия възглед за управление на информацията е модела на портфолио, който взема под внимание нарастващия интерес към външни източници на информация и необходимостта от организиране на неструктурирана външна информация, за да бъде полезна.
Такова информационно портфолио, като това показва как може да се събере и да се използва полезна информация, на четири етапа:
Първи етап
Възползвайки се от обществената информация: разпознаване и приемане на добре структурирани външни схеми на данните, като пощенски кодове, данни за времето, данни за GPS позициониране и разписания за пътуване, илюстрирани в лична компютърна преса.
Втори етап
Маркиране на шума в световната мрежа: използвайки съществуващи схеми като пощенски кодове и GPS данни или като по-често се добавят „тагове“ или се изгражда формална онтология, която осигурява структура. „Shirky“ предоставя общ преглед на тези два подхода.
Трети етап
Пресяване и анализ: в по-широк свят обобщените онтологии, които са в процес на разработка, обхващат стотици обекти и стотици отношения между тях и предоставят средства за извличане на смисъл от големи обеми данни. Структурираните данни в базите данни работят най-добре, когато тази структура отразява информационен модел на по-високо ниво – онтология или модел на взаимоотношения между субектите.
Четвърти етап
Структуриране и архивиране: с големия обем данни, достъпни от източници като социалната мрежа и от миниатюрните телеметрични системи, използвани в личния здравен мениджмънт, нови начини за архивиране и трафиране на данни за смислена информация. Методите за намаляване на карти, произхождащи от функционалното програмиране, са по-скорошен начин за извличане на информация от големи архивни набори от данни, които стават интересни за обикновените фирми, които имат много големи ресурси за обработка на данни, но изискват разширени многопроцесорни ресурси.